# 本郷李來
本郷 李來（ほんごう りら、1992年9月17日 - ）は、日本のモデル・女優。2014年、ミス・インターナショナル日本代表。

## 経歴
1992年9月17日、東京都生まれ。
2011年3月、東京都立両国高等学校卒業。
2015年3月、上智大学外国語学部フランス語学科卒業。

### 女優として
「映像作品を目指す女優の卵を育てるため、孵化装置として設立された女優養成プロジェクト」であるACTRESS INCUBATIONの第1シーズンに参加。この時の名前の表記はHongo Lira。プロデューサーとして山本和夫、白川士（『名探偵コナンＳＰ工藤新一への挑戦状～怪鳥伝説の謎～』）、位部将人（アベクカンパニー。『クニミツの政』）、千葉美鈴、諸橋邦行（『駐在刑事』）、林さとみが参加。

### ミス・インターナショナル
大学在学中の2013年、ミス・インターナショナル日本代表を選ぶ大会でファイナリストに残る。
2014年1月25日、ヤクルトホールで開催された「2014ミス・インターナショナル 日本代表選出大会」で優勝。
2014年9月、東京都江東区の東京ビッグサイトで開催された「ツーリズムEXPOジャパン」に出席。
2014年11月11日、東京都品川区のグランドプリンスホテル新高輪で行われたミス・インターナショナル世界大会に出場するも入賞ならず。ミス・インターナショナル公式サイトではLira Hongoの表記。
2019年現在、ミス・インターナショナルOG会役員、ミス・インターナショナル日本大会公式ウォーキング講師。

## その他
趣味・特技は料理、ピアノ、英語、フランス語。